# Casa da Portela (Mesquitela)
A Casa da Portela é uma casa senhorial brazonada em Mesquitela, no município de Mangualde, (Portugal).
Propriedade da família Cardoso do Amaral e Albuquerque, tem as suas origens no século XVI, mas teve importantes acrescentos nos séculos XVII e XIX. 
De momento encontra-se em avançado estado de benefeciação e recuperação.